# Lajas Adentro
Lajas Adentro è un comune (corregimiento) della Repubblica di Panama situato nel distretto di San Félix, provincia di Chiriquí. Si estende su una superficie di 19,6 km² e conta una popolazione di 741 abitanti (censimento 2010).